# سید اوون
سید اوون (به انگلیسی: Syd Owen) زادهٔ ۲۸ فوریه ۱۹۲۲ بازیکن فوتبال اهل انگلستان که سابقهٔ بازی در تیم ملی فوتبال انگلستان را در کارنامهٔ خود دارد. وی در تاریخ ۱۶ مه ۱۹۵۴ نخستین بازی ملی خود را در مقابل تیم ملی فوتبال یوگسلاوی انجام داد و با حضور در ۳ بازی ملی، در تاریخ ۱۷ ژوئن ۱۹۵۴ واپسین بازی ملی‌اش را در برابر تیم ملی فوتبال بلژیک برگزار کرد.